# Petra Schneider
Petra Schneider, född 11 januari 1963, är en östtysk för detta simmare och olympisk guldmedaljör från 1980. Schneider sa själv vid en intervju 2005 att hon under simkarriären varit dopad.
Schneider vann även två VM-guld vid världsmästerskapen i simsport 1982.

### Fotnoter
1. ↑  ”Petra Schneider Bio, Stats, and Results - Olympics at Sports.reference.com”. sportsreference.com. Sportsreference. Arkiverad från originalet den 6 februari 2010. https://web.archive.org/web/20100206122745/http://www.sports-reference.com/olympics/athletes/sc/petra-schneider-1.html. Läst 26 september 2015.
2. ↑  ”Arkiverade kopian”. Arkiverad från originalet den 24 augusti 2015. https://web.archive.org/web/20150824021342/http://www.fina.org/H2O/docs/histofina/swimming_50m.pdf. Läst 21 augusti 2015. HistoFINA - SWIMMING MEDALLISTS AND STATISTICS AT FINA WORLD CHAMPIONSHIPS (50M) (engelska)